# 苧麻珍蝶
苧麻珍蝶（学名：Acraea issoria），又名細蝶、苧麻蝶、苧麻斑蛺蝶、細蛺蝶、茶蝶、擬斑蝶，為蛺蝶科束珍蝶屬下的一個種。
種小名issoria來自希臘神話中阿波羅之妹，月亮與狩獵女神阿提密斯的神殿Artemis Issoria。因此，Issoria成為Artemis的別稱。

## 分布
本種分布於中國華南、華東、華西、喜馬拉雅、中南半島、台灣、蘇門答臘、爪哇島等東南亞地區，棲息於常綠闊葉樹林、海岸林。台灣本島為特有亞種，全島中低海拔地區可見，馬祖則有指名亞種分布。在香港只見於荃灣區的川龍。

## 生態習性
本種幼蟲以蕁麻科植物。如青苧麻、水麻、水雞油等為食，一年多世代。。

## 圖片

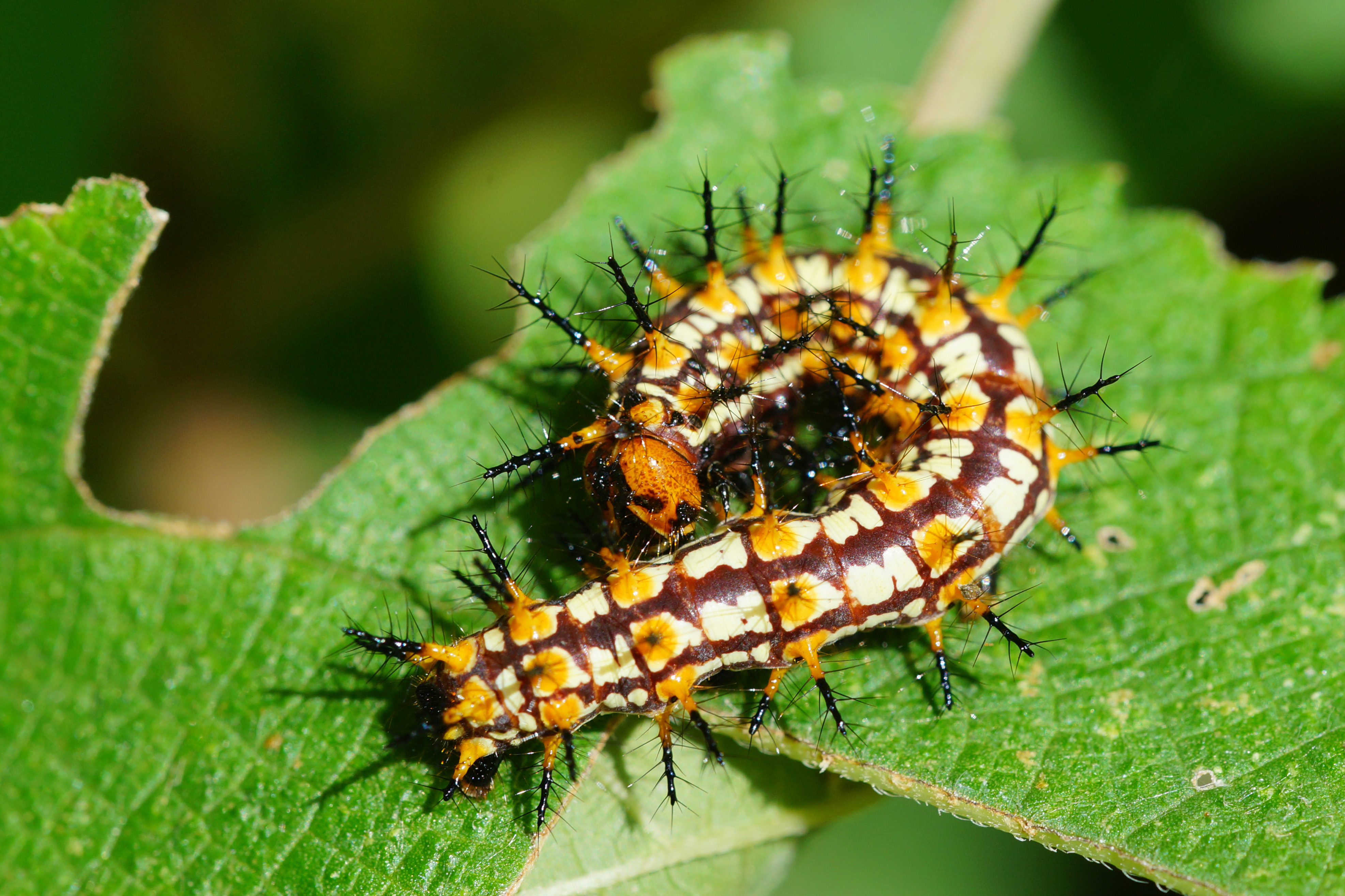
幼蟲
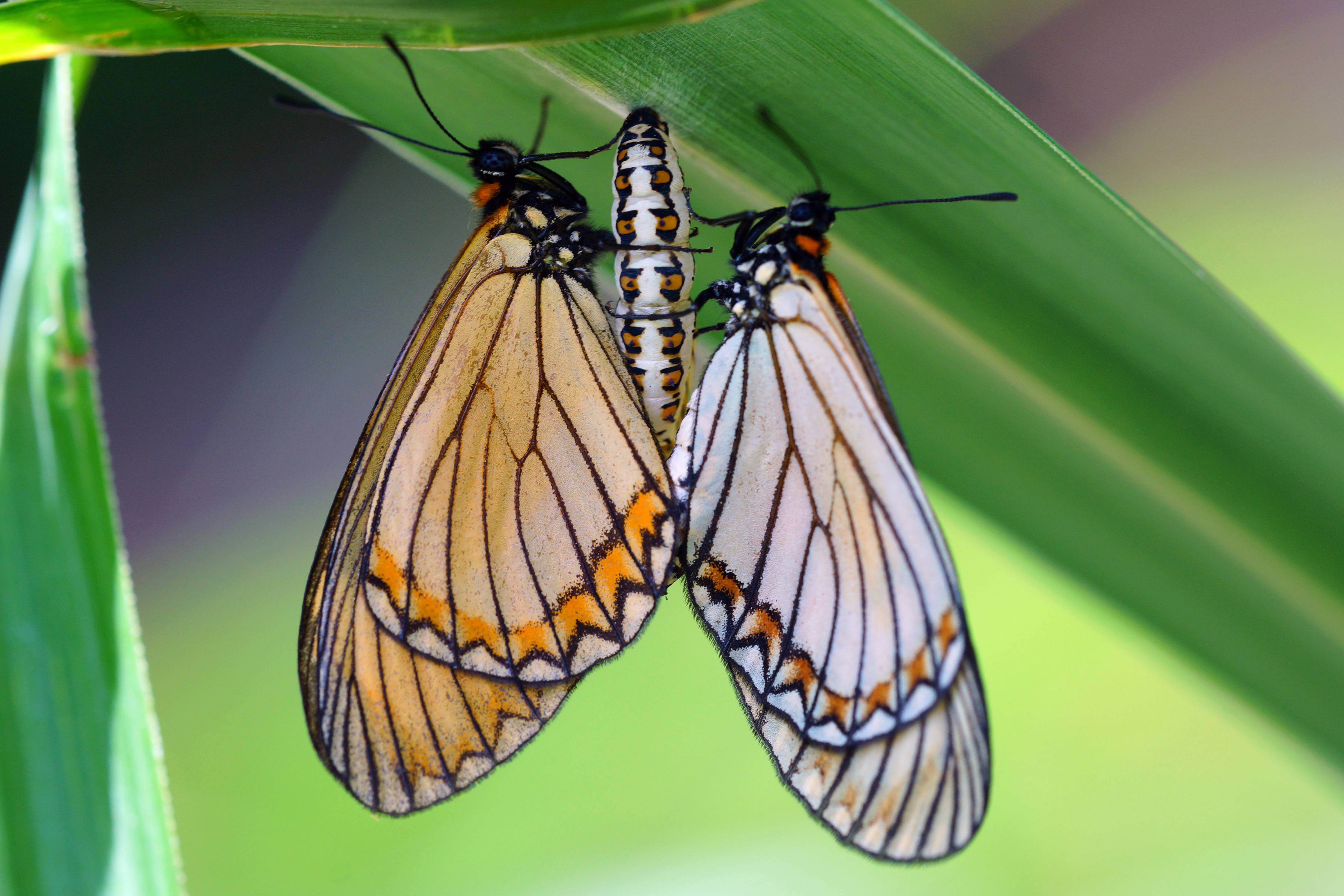
交尾

## 資料來源
1. ↑  Brower, Andrew V. Z. 2008. Actinote Hübner 1819. Version 23 July 2008 (under construction). http://tolweb.org/Actinote/70399/2008.07.23 （页面存档备份，存于） in The Tree of Life Web Project, http://tolweb.org/ （页面存档备份，存于）
2. ↑  李興漢. . 新北市: 斑馬線文庫. 2018-05-12: 260. ISBN 978-986-96060-5-9 （中文（繁體））.
3. 1 2  徐堉峰. . 台中市: 晨星出版社. 2013. ISBN 978-986-177-668-2.
4. ↑  . 太陽報 (香港). 2013-05-18  [2020-08-12]. （原始内容存档于2017-03-05） （中文（繁體））.

## 外部連結
- 维基共享资源上的相關多媒體資源：苧麻珍蝶